# Ichneumon leucospis
Ichneumon leucospis är en stekelart som beskrevs av Cuvier 1833. Ichneumon leucospis ingår i släktet Ichneumon och familjen brokparasitsteklar. Inga underarter finns listade i Catalogue of Life.